# Ammobatoides luctuosus
Ammobatoides luctuosus är en biart som först beskrevs av Heinrich Friese 1911.  Ammobatoides luctuosus ingår i släktet Ammobatoides och familjen långtungebin. Inga underarter finns listade i Catalogue of Life.